# Jean-Louis Borloo
Jean-Louis Borloo (ur. 7 kwietnia 1951 w Paryżu) – francuski polityk i prawnik, parlamentarzysta i minister. Lider Partii Radykalnej oraz Unii Demokratów i Niezależnych.

## Życiorys
Studiował filozofię, nauki ekonomiczne, prawo i historię. Ukończył studia podyplomowe MBA w HEC Paris, kształcił się też na The University of Manchester. Praktykował jako adwokat w Paryżu. Był prezesem klubu piłkarskiego Valenciennes FC.
W latach 1989–1992 zasiadał w Parlamencie Europejskim. Od 1989 do 2002 zajmował stanowisko burmistrza Valenciennes. Od 1993 w każdych kolejnych wyborach do 2012 włącznie uzyskiwał mandat deputowanego do francuskiego Zgromadzenia Narodowego. Również w wyborach parlamentarnych w 2012 uzyskał poselską reelekcję.
Zaangażował się w działalność socjalliberalnej Partii Radykalnej, był m.in. jej współprzewodniczącym (2005–2007), następnie został prezydentem tego ugrupowania. Wraz z radykałami należał do Unii na rzecz Demokracji Francuskiej, następnie nawiązał współpracę Unii na rzecz Ruchu Ludowego, w ramach której PR uzyskała status partii afiliowanej.
Od 2004 był ministrem do spraw polityki społecznej w rządach Jean-Pierre’a Raffarina i Dominique’a de Villepin. 18 maja 2007 objął urząd ministra finansów i gospodarki w pierwszym gabinecie François Fillona. 19 czerwca w drugim rządzie tego premiera, powołanym po wyborach parlamentarnych, został ministrem stanu (do spraw energii, ekologii, transportu i zrównoważonego rozwoju). Wprowadził pięcioletni plan polityki społecznej, opierający się na trzech celach „równej godności, zamieszkania i zatrudnienia”. Z rządu odszedł po rekonstrukcji dokonanej jesienią 2010.
Po wyborach w 2012 zainicjował powołanie nowej centrowej grupy parlamentarnej, a następnie federacyjnej partii politycznej pod nazwą Unia Demokratów i Niezależnych. W kwietniu 2014 z powodów zdrowotnych związanych z hospitalizacją wynikającą z zapalenia płuc złożył wszystkie funkcje polityczne i partyjne, rezygnując m.in. z mandatu deputowanego.
Od 2005 żonaty z Béatrice Schönberg.